# 금강산 관광객 피격 사망 사건
금강산 관광객 피격 사망 사건은 2008년 7월 11일 오전 4시 50분경 조선민주주의인민공화국 금강산관광지구에서 53세의 대한민국 국적 여성 관광객 박왕자 씨가 조선인민군에 의해 피살된 사건이다.
조선민주주의인민공화국 측은 피살자가 군사 경계지역을 침범하였다고 주장했다.
시신을 부검한 의료진은 인민군 초병이 무방비 상태의 민간인인 피살자를 등 뒤에서 조준사격했을 가능성이 높다고 발표했다.

## 개요
사건의 피해자 박왕자는 금강산 피살 당일날 새벽에 해변을 산책하고 있었다.
조선민주주의인민공화국 측은 현재 피해자가 군사지역을 침범하였다고 주장하고 있으나, 조선민주주의인민공화국이 대한민국 정부의 진상규명 요구를 거부하는 바람에 피해자가 실제로 군사지역을 침범했는지는 밝혀지지 않고 있다.
언론과 가족 증언에 의하면 피해자가 산책하던 구역은 군사지역과 가까운 지점이었음에도 불구하고 비교적 엉성한 철조망만이 설치되어 있었으며, 민간인이 군사지역인지 민간인 지역인지 구분하기 어려운 상황이었다고 한다.
사격 직전 피해자에게 경고를 하였다는 조선민주주의인민공화국측의 주장이 있으나, 아직까지 확인된 바는 없다.

## 원인
북한은 휴전국가에 국경이 철조망으로 덮인 곳으로, 현재까지 갈 수 없고 함부로 들어가면 총으로 쏘는 엄격한 국가다. 대한민국도 마친가지로, "애국가에 나오는 백두산은 갈 수 없고 한국의 명산인 금강산도 갈 수 없는 것은 애국주의에 명명하는 군사와 방위 때문이다"는 이유로 인해 여행금지국가로 지정되었다. 북한도 마찬가지로, 국가 방위를 위해 대한민국 국민 출입국 금지를 이유로 대한민국 사람만 갈 수 없게 규정했다. 탈국 방지를 위해 북한은 여러 곳에 철조망을 설치하였다. 이 때문에 탈국방지 철조망에 함부로 들어가는 사람이 많아진 것이다.

## 과잉 대응 의혹
사건이 일어난 경위, 특히 민간인에 대한 관광지 내에서의 총격 사용의 적절성과 사전 경고에 대한 의혹이 대한민국 언론과 윤만준 현대아산 사장에 의해 제기되었다.
또한, 조선인민군의 민간인에 대한 총격이 조선민주주의인민공화국의 '금강산 관광지구법' 및 '금강산 관광지구 출입, 체류, 거주 규정'에서 명시한 불법 행위에 대한 대응 조항을 벗어난 대응이며 총격 그 자체가 대한민국과 조선민주주의인민공화국 사이에 2004년 체결된 ‘대한민국 국민의 조선민주주의인민공화국 출입 및 체류에 대한 합의서’에 위배된다는 주장이 한 언론의 사설을 통하여 제기되었다.

### 의문점
본 피살 사건은 여러 가지 의문점을 안고 있는데, 대표적인 의문점은 다음하고 같다.
1. 피해자가 머물던 숙소와 조선민주주의인민공화국이 주장하는 그의 시신이 발견된 지점은 3.3 km의 거리 차이가 있는데, 피해자의 사망 시간이 그가 숙소에서 나온시간과는 20분 차이가 난다. 그러므로 치마를 입고 있던 50대 중년 여성이 20분 안에 3.3km라는 비교적 먼 거리를 어두운 새벽에 어떻게 주파할 수 있었는지 의문이 제시되었다. 또한 그 중년 여성은 평평한 보도가 아닌 빨리 걷기 어려운 모래사장을 걷고 있었다.[7] 평평한 보도에서 성인 남녀의 평균 걸음걸이는 한시간에 4km이다.
2. 조선민주주의인민공화국은 대한민국 현대아산과 통일부와의 회신에서 북측 군인이 최소한 한 차례 경고 사격을 하였다고 언급하고 있으나, 고작 두 차례의 총성만이 들리고, 피해자의 신체에 두 개의 총상이 있었다는 점에서 조선인민군측의 경고 사격이 실제로 이루어졌는지 의혹을 사고 있다.[5][8]
3. 피해자의 시신에는 치명적인 총상에 흉부에 총격으로 인한 부상이 발견되었는데, 시신을 부검한 의료진에 따르면 조선인민군측이 피해자의 등뒤에서 무차별 조준 사격을 가했을 가능성이 농후하다고 한다. 무방비 민간인에 대한 조준 사격이, 그것도 경고 사격이 이루어졌는지 확실하지 않은 채 이루어졌다는 의혹이 제기되고 있어 조선인민군측의 과잉 반응이라는 주장들이 힘을 얻고 있다.[8]
4. 조선민주주의인민공화국 정부는 사건 발생 후 4시간이 지난 9시 20분에서야 대한민국 정부에 사건을 통보하였다. 또한 조선민주주의인민공화국은 처음 통보할 당시 사건이 5시 정각에 발생하였다 하였으나, 후에 4시 50분에 발생했다고 번복하였다. 조선민주주의인민공화국은 4시 50분은 동이 트기 전이기 때문에 50대 중년 여성이라는 것을 확인하지 못했다 하였으나, 최근 여러 목격자들의 증언에 따르면 5시경에는 이미 해가 떴으며 총격은 5시 15 ~ 20분에 들렸다 한다. 이로써, 동이 터 밝은 때에 신원을 파악할 수 있었음에도 조준사격을 가했다는 새로운 의혹이 증폭되고 있다.[9]

## 이후의 대응
대한민국 정부가 4차례가량 전화통지문을 보내려 했으나 조선민주주의인민공화국은 모두 수신을 거부했다.
금강산 관광 담당기관인 명승지종합개발지도국에서는 대변인 담화를 통해 "사망사고는 유감이지만 책임은 전적으로 남측에 있다.
남측의 진상조사는 불허하며 대책을 세울때까지 금강산 관광객은 받지 않겠다"는 입장을 표명했다.
2008년 7월 13일 대한민국 정부와 현대아산 측은 금강산 관광 전면 중단을 선언했다.
금강산에 남아있던 관광객 전원은 귀경하였다.

## 비판
피살 사건 이후 조선민주주의인민공화국 측에서는, "책임은 전적으로 남측에 있으며, 사과를 받을 쪽은 남조선이 아니라 조선민주주의인민공화국"이라는 주장을 해, 대한민국 내 상당수 언론과 시민단체 등이 조선민주주의인민공화국의 반응을 비판하고 나섰다. 또한, 조선민주주의인민공화국은 진상 규명을 바라는 남측의 제의를 번번이 거절하고 있으며, 남측에 수사에 협조할 수 없다고 발언함으로써, 국제적 관례를 넘어선 비상식적인 조치를 취하고 있다는 빈축을 사고 있다.

### 조선민주주의인민공화국의 국제법 및 교전수칙 위반
조선민주주의인민공화국은 1947년 체결된 제네바 협약의 서명국이며, 이 협약에서는 비무장 민간인에 대한 군사적 행동을 금지, 제한하고 있으며, 총격과 같은 치명적인 힘의 사용은 매우 엄격하게 금지하고 있다. 또한 조선인민군의 대한민국 관광객에 대한 총격은 조선민주주의인민공화국의 국내법 및 대한민국 정부와의 합의서에 위배된다는 주장이 제기되었다.

## 기타
민주노동당의 최규엽 진보정치연구소장은 당시 민주노동당 당원토론방에서“(초병의 경고나 명령에) 불응, 도주 시에는 발포 및 사살이 규칙”이라는 글을 쓰기도 했다. 세계일보는 이와 관련하여 "민노당, 북한군 대변자로 나선 건가"라는 제목의 사설을 실었다. 이와 관련하여 민주노동당과 최규엽 진보정치연구소는 언론중재위원회를 통해 조정신청을 내어 반론보도문이 나간 바 있다.

## 같이 보기
- 금강산
- 금강산관광지구
- 삼일포역
- 현대아산
- 5.24 조치
- 연평도 해역 공무원 피격 사망 사건